# Euthalia sahadeva
Euthalia sahadeva is een vlinder uit de onderfamilie Limenitidinae van de familie Nymphalidae. De wetenschappelijke naam van de soort is voor het eerst geldig gepubliceerd in 1859 door Frederic Moore.

## Ondersoorten
- Euthalia sahadeva sahadeva
- Euthalia sahadeva nadaka Fruhstorfer, 1913
- Euthalia sahadeva narayana Grose-Smith & Kirby, 1891
- Euthalia sahadeva pyrrha Leech, 1892